# Frederik 2. af Pfalz
Frederik 2., også kaldet Frederik den Vise (tysk: Friedrich der Weise), (født 9. december 1482 på Burg Winzingen nær Neustadt an der Weinstraße, død 26. februar 1556 i Alzey) var kurfyrste af Pfalz fra den 16. marts 1544 til sin død. Han tilhørte fyrstehuset Wittelsbach.
Frederik var den fjerde søn af kurfyrst Filip 1. af Pfalz og Margarete af Bayern-Landshut.
I 1535 blev han som 53-årig gift med den 15-årige prinsesse Dorothea af Danmark, datter af den afsatte kong Christian 2. og Elisabeth af Habsburg. Som ægtefælle til det ældste overlevende barn af den afsatte Christian 2. gjorde han og hans ægtefælle i mange år forgæves krav på den danske og norske trone med støtte fra deres slægtninge i Huset Habsburg.
Den 16. marts 1544 efterfulgte Frederik sin barnløse storebror Ludvig 5. som kurfyrste af Pfalz.